# Tracia (diocesi)
La diocesi di Tracia (in latino Dioecesis Thraciae, in greco Διοίκησις Θρᾴκης) era una diocesi del tardo Impero romano, comprendente le province orientali della penisola balcanica (un'area che si estendeva sulle attuali Romania sud-orientale, Bulgaria centrale e orientale, Grecia e Tracia turca). Tale diocesi venne istituita in seguito alle riforme dioclezianee, ed era amministrativamente subordinata al prefetto del pretorio d'oriente.
L'imperatore Anastasio (491-518), quando fece edificare le Lunghe Mura in Tracia, suddivise la diocesi di Tracia in due: la "diocesi di Tracia" e la "Diocesi delle Lunghe Mura". Si ignora l'estensione della nuova diocesi ma JB Bury ha ipotizzato che si trovasse a nord di Costantinopoli.
La diocesi di Tracia era tormentata dalla discordia tra autorità civile e militare e dalle incursioni dai barbari. Giustiniano (535-536) soppresse il titolo di Vicario di Tracia (la massima autorità civile della diocesi) e di vicario delle Lunghe Mura, e affidò l'amministrazione della diocesi a un Praetor Justinianus di Tracia con piena autorità civile e militare. Successivamente, dalla diocesi furono separate le province della Mesia Inferiore e della Scizia che, associate con la Caria, le Cicladi e di Cipro entrarono a far parte della prefettura delle cinque province, sotto il governo di un Quaestor Iustinianus dell'esercito, indipendente sia dal prefetto del pretorio d'Oriente sia dal magister militum.
Persa gran parte della Tracia in seguito alle invasioni degli Slavi e Avari, che iniziarono a stanziarsi permanentemente nei Balcani bizantini a partire dagli anni '80 del VI secolo, la diocesi di Tracia venne soppressa de jure dall'istituzione del sistema dei themata (VII secolo).
La diocesi comprendeva la provincie di Europa, Tracia, Haemimontus, Rodope, Mesia II e Scizia.